# Stemma di Stettino
Lo stemma simbolo della città di Stettino, nel voivodato della Pomerania Occidentale, in Polonia, raffigura la testa di un grifone rosso con un becco giallo (dorato) e una corona gialla (dorata), su sfondo blu.

## Design
Lo stemma è uno scudo blu in stile iberico con sommità quadrata e base arrotondata. Rappresenta la testa di un grifone con piume rosse, simbolo della Casato di Greifen, dinastia che governò la Pomerania durante il Medioevo. La corona e il becco del grifone sono dorati (gialli). Il rapporto tra altezza e larghezza dello stemma è di 1:0,75 (4:3). Il bordo dello scudo è una striscia dorata (gialla).

## Storia

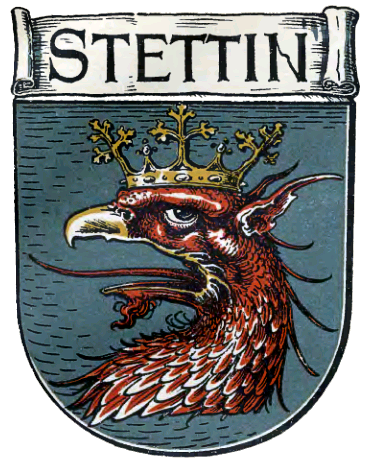
Rappresentazione del 1898 dello stemma di Stettino di Otto Hupp.

Il grifone, creatura mitologica presente nello stemma, apparve per la prima volta nei sigilli cittadini nell'VIII secolo. Il disegno attuale ebbe origine intorno al 1360, mentre il periodo di formazione del colore dello scudo rimane sconosciuto. Dopo il 1660, Carlo IX, re di Svezia, aggiunse due leoni che lo sorreggevano da entrambi i lati. Non si sa quando la città tornò al disegno precedente.
Dal 1321 fino al 1994, la vicina città di Police utilizzò come proprio stemma il disegno dello stemma di Stettino.
L'attuale stemma è stato stabilito dal Consiglio comunale di Stettino il 2 dicembre 1996 e successivamente confermato dal regolamento comunale il 14 dicembre 2004.

## Utilizzo nelle bandiere e negli emblemi
Lo stemma è presente nell'attuale bandiera di Stettino. È utilizzato anche nell'emblema del Multinational Corps Northeast della NATO, così come negli emblemi della 12ª Divisione Meccanizzata e della 5ª Brigata Genieri delle Forze Armate Polacche.

## Galleria d'immagini

Stemma nella bandiera di Stettino.
Grifone di Stettino utilizzato nello stemma della Multinational Corps Northeast.
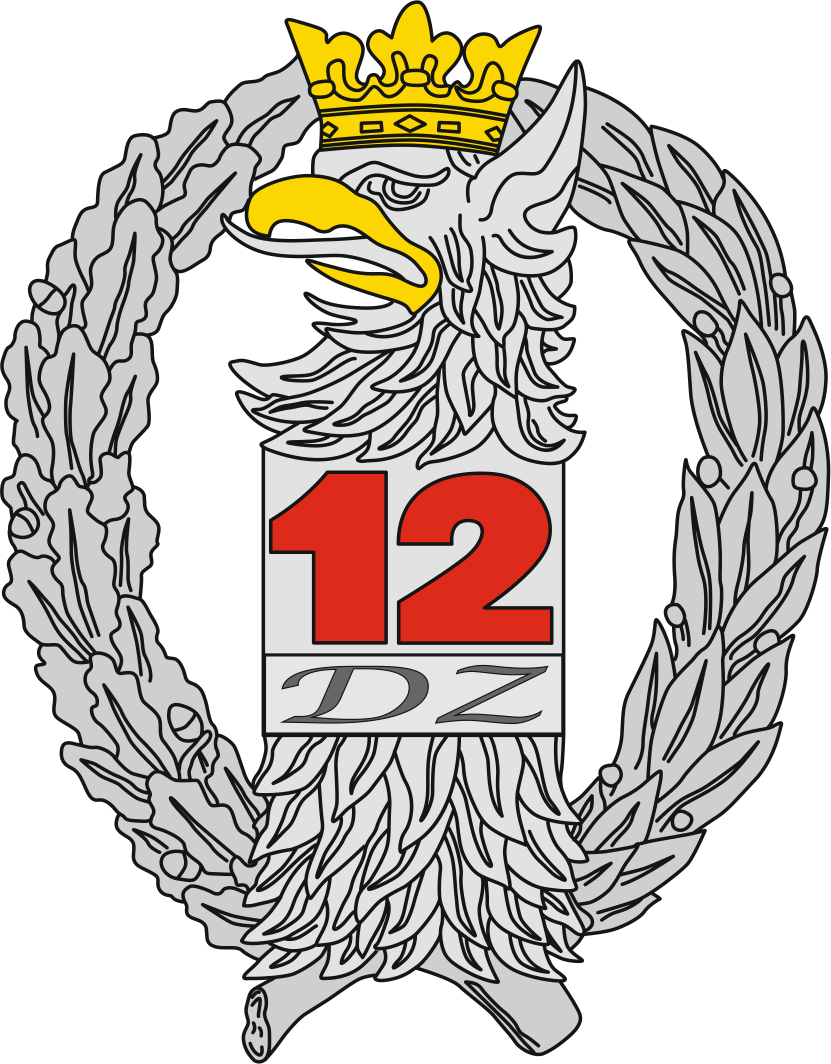
Grifone di Stettino utilizzato nello stemma della 12a Divisione meccanizzata.